# Río Citarum
El Citarum es un río de la región del Occidente de Java, Indonesia. Juega un papel importante en la vida de la isla de Java debido a su uso como medio de transporte, regadío y manantial, a pesar de ser considerado el río más contaminado del planeta, debido a que se usa como vertedero de residuos producidos por fábricas (muchas de ellas dedicadas a la industria textil) y residuos hogareños y también por la actividad diaria de los pobladores. En diciembre de 2008 el Banco Asiático de Desarrollo aprobó una ayuda que escalaba la suma de 500 millones de dólares para sanearlo.

## Véase también

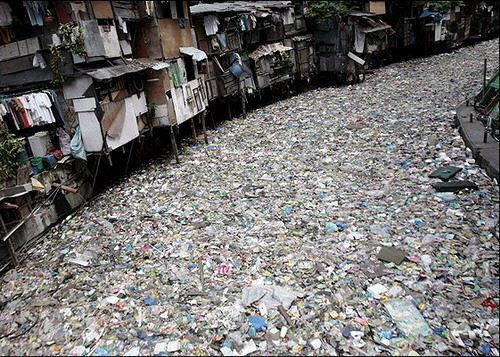
Río Citarum.